# Шари Лапена
Шари Лапена (на английски: Shari Lapena) е канадска писателка на произведения в жанра семеен трилър, социална и паранормална драма.

## Биография и творчество
Шари Лапена е родена на 29 декември 1960 г. в Канада. Получава бакалавърска степен по английска филология от Университета на Торонто и бакалавърска степен по право от Юридическия факултет на Йоркския университет. Преди да започне да пише работи като учител по английски език и адвокат.
Дебютният ѝ роман „Things Go Flying“ (Нещата летят) е издаден през 2008 г. и е номиниран за наградата „Слънчев лъч“. Вторият ѝ роман „Happiness Economics“ (Икономика на щастието) от 2011 г. е номиниран за наградата „Стивън Лийкок“.
През 2016 г. е издаден трилърът ѝ „Двойката от съседната къща“. Младото семейство Конти е на гости у съседите, когато шестмесечната им дъщеря Кора е отвлечена от креватчето си. Следовател Расбак подозира и двамата родители, кълбото от мръсни тайни на семействата се заплита и всички имат мотиви да лъжат полицията, а шансовете момиченцето да бъде спасено бързо намаляват. Романът става бестселър в списъка на „Ню Йорк Таймс“ и я прави известна.
Следват бестселърите ѝ „Чужденец в къщата“ (2017), „Нежелан гост“ (2018), Някой, когото познаваме (2019) и др.
Шари Лапена живее със семейството си в Торонто.

## Произведения

### Самостоятелни романи
- Things Go Flying (2008)[2][3][4]
- Happiness Economics (2011)
- The Couple Next Door (2016)
Двойката от съседната къща, изд.: ИК „Прозорец“, София (2019), прев. Богдан Русев
- A Stranger in the House (2017)
- An Unwanted Guest (2018)
- Someone We Know (2019)
- The End of Her (2020)
- Not a Happy Family (2021)
- Everyone Here is Lying (2023)